# Neškaredice

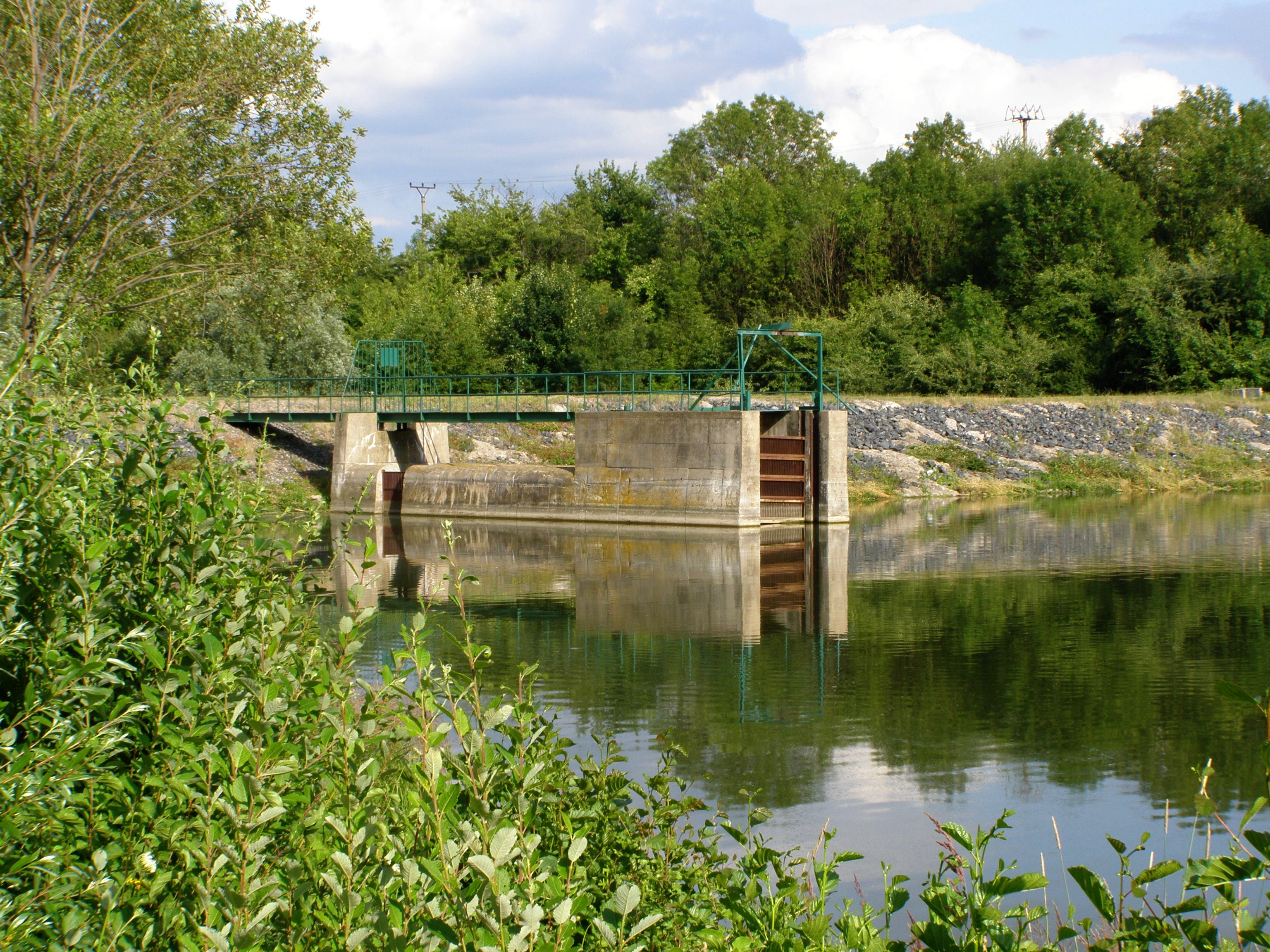
Neškaredice-Stausee (2011)

Neškaredice (deutsch Neschkareditz) ist ein Ortsteil der mittelböhmischen Stadt Kutná Hora in Tschechien. Er liegt etwa 3,5 km südöstlich des Stadtzentrums von Kutná Hora. Sein Katastergebiet nimmt eine Fläche von 4,6 Quadratkilometern ein. Der Ort hat etwa 268 Einwohner, die überwiegend den Roma angehören.

## Geographie
Neškaredice befindet sich am Bach Křenovka, einem linken Zufluss der Klejnárka ist. Südwestlich des Ortes wird die Křenovka zu dem etwa 5 Hektar großen Neškaredice-See aufgestaut. Zwei Kilometer nordöstlich verläuft die Bahnstrecke Znojmo–Nymburk.
Nachbarorte sind Malín, Nové Dvory und Ovčáry im Norden, Jakub und Církvice im Nordosten, Netřeba und Vrabcov im Osten, Třebešice, Hájek, Močovice und Kluky im Südosten, Pucheř, Olšany und Hájek im Süden, Dvůr und Perštejnec im Südwesten, Vinice, Vrchlice und Kutná Hora im Westen sowie Karlov, Bělidlo und Sedlec im Nordwesten.

## Geschichte
Die erste urkundliche Erwähnung des Dorfes und der Feste erfolgte 1390 als Besitz des Kuttenberger Richters Andreas Plumlin. In der Flur Na Vinice bestand seit dem 14. Jahrhundert ein Weinberg. Im Jahre 1407 wurde der Ort als Kotigendorf bezeichnet. Zu Beginn des 15. Jahrhunderts fiel das Gut an die Böhmische Krone heim, danach wechselten sich über ein Jahrhundert verschiedene Adlige oder Kuttenberger Bürger als Besitzer ab. Im Jahre 1626 erwarben die Kuttenberger Jesuiten das Gut. 1731 entstand die barocke Kapelle des hl. Johannes von Nepomuk mit achteckigem Grundriss. Nach dem Jesuitenverbot gehörte das Gut von 1773 bis 1824 dem Religionsfonds. Der Weinberg mit einer Ausdehnung von ca. 13 ha wurde nach 1785 aufgegeben. Im Jahre 1824 erwarb Josef František Svoboda das Gut Neškaredice und schlug es seiner Herrschaft Křesetice zu.
Nach der Aufhebung der Patrimonialherrschaften bildete Neškaredice eine Gemeinde im Gerichtsbezirk Kuttenberg. 1854 wurde eine Schule eingeweiht. Ab 1868 gehörte das Dorf zum Bezirk Kuttenberg.
1952 wurden die Landwirte zu einer JZD kollektiviert, im Jahr darauf übernahm ein Staatsgut  die Bewirtschaftung der Flächen. Im Zuge der Gebietsreform von 1960 wurde Neškaredice zum 1. Januar 1961 nach Kutná Hora eingemeindet. Zu dieser Zeit bildete sich in Neškaredice eine starke Roma-Gemeinschaft heraus. Die neben der Schule gestandene Kapelle des hl. Johannes von Nepomuk wurde 1963 wegen Baufälligkeit abgebrochen. 1984 erfolgte die Schließung der Schule. Das Staatsgut Čáslav wurde zu Beginn der 1990er Jahre aufgelöst.
Da die meisten der Roma, die konzentriert in mehreren Wohnhäusern leben, Langzeitarbeitslose mit geringem Bildungsgrad sind, die von Sozialleistungen leben, nahm die Agentura pro sociální začleňování (Agentur für soziale Eingliederung)
ab 2010 in Neškaredice ihre Arbeit auf. Im Jahre 2011 begann die private Gesellschaft Carpias ein Projekt zur Revitalisierung der Landwirtschaft und der dörflichen Strukturen in Neškaredice zu entwickeln. Dieses wurde 2015 öffentlich vorgestellt und soll bis Ende 2017 realisiert werden.

### Einwohnerentwicklung
| Jahr | Einwohner | Häuser |
| ---- | --------- | ------ |
| 1869 | 442       | 55     |
| 1880 | 400       | 56     |
| 1890 | 498       | 57     |
| 1900 | 467       | 56     |
| 1910 | 398       | 56     |
| 1921 | 395       | 56     |
| 1930 | 377       | 63     |
| 1950 | 211       | 66     |
| 1961 | 247       | ?      |
| 1970 | 272       | 58     |
| 1980 | 269       | 58     |
| 1991 | 219       | 74     |
| 2001 | 268       | 73     |

## Ortsgliederung
Neškaredice besteht aus den Grundsiedlungseinheiten Neškaredice und U černého kříže. Der Ortsteil bildet einen Katastralbezirk.